# Louis Bénigne François Bertier de Sauvigny
Pour les articles homonymes, voir Bertier.
Louis Bénigne François Bertier de Sauvigny, né le 23 mars 1737 à Paris où il fut décapité le 22 juillet 1789, est un administrateur français de l'Ancien Régime, intendant de la généralité de Paris du 13 septembre 1776 au 22 juillet 1789. Il a fait établir un cadastre de la généralité de Paris afin de mieux répartir l'impôt.

## Biographie
Il est le fils de Louis Jean Bertier de Sauvigny (1709-1788), qui a été intendant de la généralité de Moulins, puis de Grenoble avant d'être intendant de la généralité de Paris de 1744 à 1776 et a assumé la fonction de Premier président du Parlement de Paris entre 1771 et 1774 (Parlement Maupeou), et de Louise Bernarde Durey d'Harrnoncourt (vers 1720-1775). Il est un petit-neveu de Philibert Orry, contrôleur général des finances de Louis XV de 1730 à 1745,.
Louis Bénigne, a d'abord été avocat au parlement de Paris, en 1754, conseiller au Grand Conseil par provisions du 11 mars 1763, maître des requêtes. En 1765, il fait partie (avec Gilbert de Voisins, Joly de Fleury, d'Aguesseau de Fresnes et Calonne) de la commission désignée par le roi pour étudier les remontrances des Parlements liées à l'affaire La Chalotais, et participe ainsi à la rédaction du célèbre discours de la Flagellation de mars 1766, par lequel Louis XV rappelle aux Parlements, de manière cinglante, que le roi est la source de toute autorité.
Il est adjoint à son père à l’intendance de Paris le 24 août 1768. Il réprima avec sévérité, en 1775, la guerre des farines, avant de succéder à son père le 1er septembre 1776.
De 1776 à sa mort en 1789, il fait dresser, pour des raisons fiscales, un cadastre de la généralité de Paris, dont la réalisation se poursuit jusqu'en 1791. Ce cadastre relève, paroisse par paroisse, les superficies des cultures, des vignes, des pâturages, des forêts, etc. Il ne s'agit pas d'un relevé parcellaire, les masses de culture par paroisse suffisant à répartir la taille entre les paroisses. Il s'agit en effet d'harmoniser la répartition des impôts entre les différentes paroisses sur la base des surfaces cultivables.
Sous sa direction, la généralité de Paris a donc été presque entièrement mesurée par des arpenteurs. Les plans et les procès-verbaux d'arpentage sont conservés pour beaucoup de paroisses, ce qui permet aux historiens de dresser un atlas de cette généralité à la fin de l'Ancien Régime, à la fois pour les subdivisions administratives et pour les activités économiques. Les plans des paroisses composant le cadastre de Bertier de Sauvigny sont consultables aux archives départementales concernées.
Bertier de Sauvigny établit, en s'appuyant sur ce cadastre, une taille dont le taux varie selon les paroisses, en fonction de la qualité des terres. Il fait construire à cet effet une échelle d'imposition progressive des paroisses. Il fait lister par paroisse les contribuables, indiqués dans des rôles de taille, dont la présentation est uniforme. Que ce soit pour l'établissement du cadastre ou pour la fixation de la taille, ces réformes se heurtent à l'hostilité des contribuables.
Le 3 septembre 1784, il devient membre associé de l'Académie d'agriculture de France.

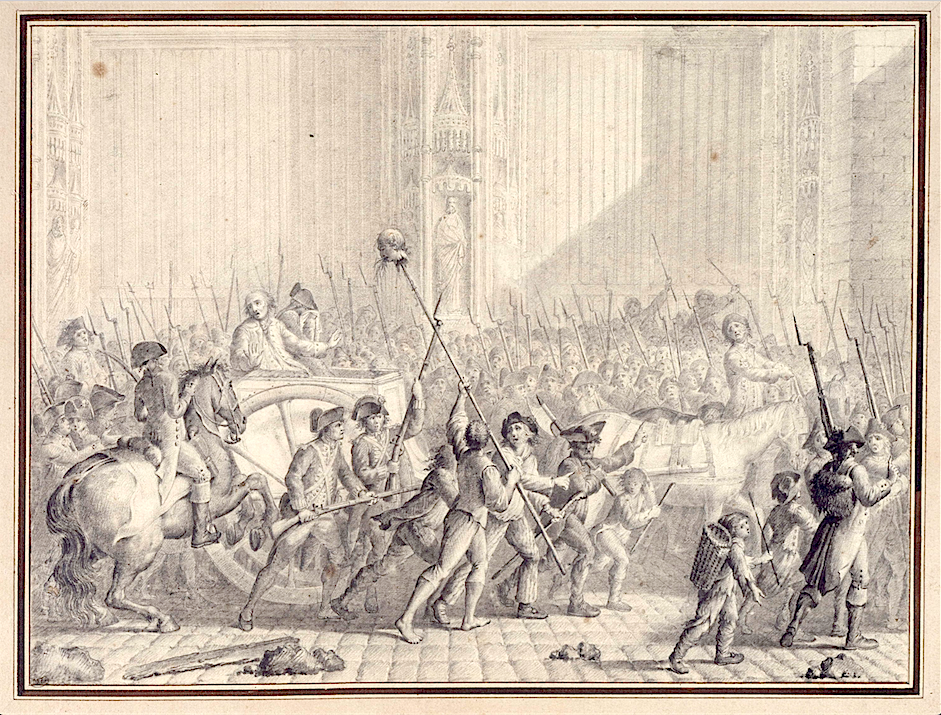
L'Intendant Berthier de Sauvigny conduit au supplice reconnaît la tête de Foulon, le 22 juillet 1789, estampe d'époque d'après Jean-Louis Prieur.

Chargé, dès le début de la Révolution, d'assurer l'approvisionnement de l'armée de siège, il est contraint de prendre des mesures qui le rendent impopulaire. Des rumeurs lancées en ces temps de disette par les milieux proches du duc d'Orléans, futur Philippe-Égalité l'accusaient, sans preuve aucune, de détourner les grains pour affamer le tiers. Louis Bénigne François Bertier de Sauvigny est enlevé, en dehors de toute légalité, par des émeutiers à Compiègne le 22 juillet 1789, amené à Paris, pendu et démembré ce même jour devant l'hôtel de ville de Paris en compagnie de son beau-père Joseph François Foullon de Doué.
Un soldat lui déchire la poitrine et lui arrache le cœur. L'autre lui coupe la tête et la pend au bout d'un bâton.

## Famille
Il épouse le 24 janvier 1764 Marie Joséphine Foullon, née le 9 novembre 1747 à Namur et morte le 12 janvier 1786 à Paris, fille de Joseph François Foullon de Doué (lui aussi victime des débuts de la Révolution, le même jour que son gendre Bertier de Sauvigny) et d'Isabelle Van der Dussen de Kestergat, et sœur de Joseph Pierre François-Xavier Foullon de Doué et d'Eugène Joseph Stanislas Foullon d'Escotiers. De leur mariage sont issus 9 enfants vivants en avril 1787 :
- Anne Louise Bertier de Sauvigny, née le 30 juillet 1765 à Paris et morte le 29 décembre 1793 à Bruxelles, promise en juin 1781 à Armand Guillaume Joly de Fleury, procureur général au parlement de Paris en survivance de son oncle[10], finalement mariée le 5 février 1782 à Charles Esprit Marie de La Bourdonnaye de Blossac (1753-1840), maître des requêtes et adjoint de son père à l'intendance de Soissons (en 1784)[11] ;
- Bernarde Françoise Bertier de Sauvigny, née en 1767, mariée en 1786 à André Jérôme, vicomte de la Myre-Mory (1762-1807) ;
- Antoine Joseph Louis Bertier (1768-1837), avocat général à la Cour des aides 1785-1789 ;
- Anne Pierre Bertier (1770-1848) général, royaliste ;
- Antoinette Bernarde Bertier (vers 1773-1798) mariée en 1789 avec le vicomte Louis Joseph Elisabeth Centurion de Pardieu ;
- Angélique Elisabeth Louise Bertier (1774-1787) ;
- Bénigne Louis Bertier (1777-1814), marié en 1798 avec Marie Louise de Bonnaire de Forges ;
- Anne Ferdinand Louis Bertier (1782-1864) ;
- Blanche Louise Antoinette Bertier (1783-?) mariée en 1802 avec Gabriel Hippolyte de Solages (1772-1843).

Les papiers personnels de Louis Bénigne François Bertier de Sauvigny et de la famille Bertier de Sauvigny sont conservés aux Archives nationales sous la cote 80AP.